# Zambiabarbett
Zambiabarbett (Lybius chaplini) är en fågel i familjen afrikanska barbetter inom ordningen hackspettartade fåglar.

## Utseende
Zambiabarbetten är en 19 centimeter lång afrikansk barbett. Fjäderdräkten är vit med svartaktiga vingar och stjärt. Ansiktet är rött, viingarna gulkantade och näbben tydligt naggad. Den skiljer sig från vithuvad barbett genom att ha rött och gult i fjäderdräkten.

## Utbredning och systematik
Fågeln förekommer enbart i södra och centrala Zambia, i ett område mellan Kafue Park och Moshi i väster och Lusaka i öster. Den behandlas som monotypisk, det vill säga att den inte delas in i några underarter.

## Status och hot
Zambiabarbetten har en liten världspopulation bestående av uppskattningsvis endast 5200 vuxna individer. Den tros också minska i antal till följd av habitatförlust. Fågeln är därför upptagen på internationella naturvårdsunionen IUCN:s röda lista över hotade arter, kategoriserad som sårbar (VU).

## Namn
Zambiabarbettens vetenskapliga artnamn chaplini hedrar Francis Drummond Percy Chaplin (1866–1933), brittisk koloniadministratör i Rhodesia och Nyasaland.